# 2061
|  | Denne artikel beskriver en fremtidig begivenhed Denne artikel eller sektion handler om planlagt eller forventet fremtidig begivenhed. Der kan forekomme spekulativ information, og indholdet kan ændres dramatisk når begivenheden nærmer sig og mere information bliver tilgængelig. |

| 2061               |
| ------------------ |
| Dødsfald - Fødsler |

| Gregoriansk kalender | 2061 MMLXI              |
| Ab urbe condita      | 2814                    |
| Armensk kalender     | 1510 ԹՎ ՌՇԺ             |
| Kinesiske kalender   | 4757 – 4758 庚辰 – 辛巳 |
| Etiopisk kalender    | 2053 – 2054             |
| Jødisk kalender      | 5821 – 5822             |
| Hindukalendere       |                         |
| - Vikram Samvat      | 2116 – 2117             |
| - Shaka Samvat       | 1983 – 1984             |
| - Kali Yuga          | 5162 – 5163             |
| Iransk kalender      | 1439 – 1440             |
| Islamisk kalender    | 1484 – 1485             |

2061 (MMLXI) begynder året på en lørdag.
Se også 2061 (tal)

## Fremtidige begivenheder
- Halleys komet passerer Jorden.

| År | Spire Denne artikel om et år, årti, århundrede eller årtusinde er en spire som bør udbygges. Du er velkommen til at hjælpe Wikipedia ved at udvide den. |